# Benjamín Enzema
Benjamín Manuel Enzema Owono (ur. 25 marca 1989 w Akoga) – lekkoatleta z Gwinei Równikowej, specjalizujący się w biegach średniodystansowych i długodystansowych, olimpijczyk.
Po raz pierwszy na międzynarodowej imprezie mistrzowskiej Enzema pojawił się w 2009 roku, podczas mistrzostw świata w Berlinie, gdzie w 2. biegu eliminacyjnym na dystansie 1500 m, wynikiem 4:13,17 pobił swój rekord życiowy i zajął ostatnie 14. miejsce, uzyskując tym samym 52. wynik eliminacji. W 2012 roku wziął udział w halowych mistrzostwach świata w Stambule i letnich igrzyskach olimpijskich w Londynie, gdzie w obu przypadkach nie przebrnął 1. fazy zawodów biegu na 800 m. Mimo nieuzyskania odpowiedniego minimum na igrzyska olimpijskie, dostał dziką kartę od organizatorów, przez co mógł uczestniczyć w zawodach. Jego trenerem przygotowującym go na te zawody był Jose Moises Bodipo Minter, a jak twierdził sam zawodnik najważniejsze dla niego podczas tej imprezy było godne reprezentowanie kraju. Rok później wystartował na mistrzostwach świata w Moskwie, zajmując łącznie 45. miejsce w stawce 47 zawodników w eliminacjach biegu na 800 m. W 2016 roku uzyskał prawo startu w biegu na 800 m na letnie igrzyska olimpijskie w Rio de Janeiro, również bezpośrednio nie uzyskując minimum, ponieważ jego najlepszy wynik uzyskany w 2015 r., oficjalnie uznany na jego profilu na stronie IAAF, jest gorszy o 7,55 s od normy kwalifikacyjnej wyznaczonej na igrzyska. Na samych igrzyskach zajął 8. pozycję w 3. biegu eliminacyjnym, zdobywając tym samym 50. miejsce w gronie 54 zawodników. W 2017 roku, wziął udział w mistrzostwach świata w Londynie, gdzie z czasem 3:48,39 zajął 38. miejsce na 41 zawodników w fazie eliminacyjnej biegu na 1500 m. Rok później, został zdyskwalifikowany w eliminacjach biegu na 1500 m podczas halowych mistrzostw świata w Birmingham.
Jest rekordzistą Gwinei Równikowej w biegach na dystansie 800, 1500, 3000, 5000 m, 10 km, w półmaratonie i maratonie oraz w hali na 800 i 1500 m.

## Osiągnięcia
| Rok  | Impreza                   | Miejsce        | Konkurencja         | Lokata     | Wynik   |
| ---- | ------------------------- | -------------- | ------------------- | ---------- | ------- |
| 2009 | Mistrzostwa świata        | Berlin         | bieg na 1500 metrów | eliminacje | 4:13,17 |
| 2011 | Igrzyska afrykańskie      | Maputo         | bieg na 800 metrów  | eliminacje | 1:57,87 |
| 2011 | Igrzyska afrykańskie      | Maputo         | bieg na 1500 metrów | eliminacje | 4:04,80 |
| 2012 | Halowe mistrzostwa świata | Stambuł        | bieg na 800 metrów  | eliminacje | 1:58,19 |
| 2012 | Mistrzostwa Afryki        | Porto-Novo     | bieg na 800 metrów  | eliminacje | 1:56,23 |
| 2012 | Igrzyska olimpijskie      | Londyn         | bieg na 800 metrów  | eliminacje | 1:57,47 |
| 2013 | Mistrzostwa świata        | Moskwa         | bieg na 800 metrów  | eliminacje | 1:56,82 |
| 2013 | Igrzyska frankofońskie    | Nicea          | bieg na 800 metrów  | eliminacje | 1:57,31 |
| 2015 | Igrzyska afrykańskie      | Brazzaville    | bieg na 800 metrów  | eliminacje | 1:53,35 |
| 2016 | Mistrzostwa Afryki        | Durban         | bieg na 1500 metrów | eliminacje | 4:11,87 |
| 2016 | Igrzyska olimpijskie      | Rio de Janeiro | bieg na 800 metrów  | eliminacje | 1:52,14 |
| 2017 | Mistrzostwa świata        | Londyn         | bieg na 1500 metrów | eliminacje | 3:48,39 |
| 2018 | Halowe mistrzostwa świata | Birmingham     | bieg na 1500 metrów | –          | DSQ     |
| 2019 | Igrzyska afrykańskie      | Rabat          | bieg na 800 metrów  | eliminacje | 1:53,50 |
| 2019 | Igrzyska afrykańskie      | Rabat          | bieg na 1500 metrów | eliminacje | 3:54,41 |
| 2019 | Mistrzostwa świata        | Doha           | bieg na 800 metrów  | eliminacje | 1:51,69 |

## Rekordy życiowe
- bieg na 400 metrów – 52,10 (29 kwietnia 2018, Cognac)[12].
- bieg na 800 metrów (stadion) – 1:50,91  (2 sierpnia 2018, Asaba) rekord Gwinei Równikowej[1][12].
- bieg na 800 metrów (hala) – 1:58,19 (9 marca 2012, Stambuł) rekord Gwinei Równikowej[13].
- bieg na 1500 metrów (stadion) – 3:46,14 (14 lipca 2018, Kortrijk) rekord Gwinei Równikowej[1][12].
- bieg na 1500 metrów (hala) – 3:53,07 (18 lutego 2018, Liévin) rekord Gwinei Równikowej[12].
- bieg na 3000 metrów – 8:24,48 (1 czerwca 2018, Angoulême) rekord Gwinei Równikowej[1][12].
- bieg na 5000 metrów – 14:18,46 (23 czerwca 2018, Blois) rekord Gwinei Równikowej[14].
- bieg na 10 kilometrów – 31:25 (28 października 2017, Montereau) rekord Gwinei Równikowej[1][12].
- półmaraton – 1:08:06 (18 marca 2018, Nuaillé) rekord Gwinei Równikowej[15][16].
- maraton – 2:21:41 (14 października 2018, Val-de-Reuil) rekord Gwinei Równikowej[17].